# Lucius Pinarius Scarpus
Lucius Pinarius Scarpus war ein römischer Feldherr des 1. Jahrhunderts v. Chr., entstammte dem Patriziergeschlecht der Pinarier und war ein Neffe oder Großneffe von Gaius Iulius Caesar. Nach dessen Ermordung gehörte er zunächst zu den Anhängern des Triumvirn Marcus Antonius, ging aber später zu dessen Gegner Octavian, dem späteren Kaiser Augustus, über.

## Verwandtschaftsverhältnis mit Caesar
In seinem Testament setzte Caesar seine vom Verfasser von Kaiserviten, Sueton, als sororum nepotes („Enkel der Schwestern“) bezeichneten Verwandten Octavian, Quintus Pedius und Lucius Pinarius Scarpus zu Erben ein. Der spätere Augustus erhielt drei Viertel, die anderen beiden je ein Achtel des Vermögens des Diktators, doch traten Pedius und Scarpus ihren Erbteil an Octavian ab. Demnach wäre Scarpus ein Enkel der älteren Schwester Caesars, Iulia, gewesen. Da aber Pedius aufgrund seines Karriereverlaufs offenbar deutlich älter als Octavian war und aufgrund seiner Gleichstellung mit Pinarius im Testament den gleichen Verwandtschaftsgrad wie dieser zu Caesar gehabt haben dürfte, könnten Pedius und Pinarius nach einer Annahme des Historikers Friedrich Münzer auch Söhne der älteren Iulia und somit Neffen des Diktators gewesen sein. In diesem Fall wäre Scarpus der Sohn eines unbekannten, mit der älteren Iulia verheirateten Pinarius gewesen. Falls Scarpus aber ein Enkel Iulias war, dann war er der Sohn aus der Ehe einer Tochter Iulias mit einem Pinarius.

## Politische Laufbahn
Nach der Ermordung Caesars (15. März 44 v. Chr.) stand Scarpus gemäß seinen Verwandtschaftsverhältnissen auf Seiten der Caesarianer und nahm 42 v. Chr. am entscheidenden und siegreichen Balkanfeldzug der Triumvirn gegen die Mörder des Diktators teil. Von dem nach Philippi vorstoßenden Antonius wurde er mit Gepäck und einer Legion in Amphipolis zurückgelassen.
Die erhaltenen Quellen liefern keinerlei Informationen über Scarpus’ Leben im folgenden Jahrzehnt. Sein Name taucht in den Berichten der antiken Autoren erst wieder anlässlich der entscheidenden Auseinandersetzung zwischen Antonius und Octavian um die Alleinherrschaft im Römischen Reich auf. Damals fungierte er als ein von Antonius eingesetzter Statthalter der Kyrenaika und Kommandeur von vier Legionen. Formell stand Kyrene zwar unter ptolemäischer Oberherrschaft, doch übten die Ägypter nur die zivile, Scarpus als römischer Vertreter aber die militärische Verwaltung aus. Er sollte mit seinen Legionen Ägypten vor einem Angriff Octavians schützen. Nach der Niederlage in der Schlacht bei Actium (2. September 31 v. Chr.) segelte Antonius mit der ägyptischen Königin Kleopatra VII. nach Nordafrika zurück. Antonius wollte nun die in der Kyrenaika stationierten Legionen zur Organisierung der Verteidigung Ägyptens übernehmen, doch Scarpus ließ Antonius’ Boten exekutieren und wechselte auf die Seite Octavians. Da nicht alle Offiziere den Übertritt mitvollziehen wollten, ließ er einige hinrichten und so die übrigen disziplinieren. Schließlich lieferte er seine Provinz und Legionen dem von Westen gegen Alexandria vorstoßenden Feldherrn Octavians, Gaius Cornelius Gallus, aus.
Für diesen Übertritt bedankte sich der siegreiche Octavian, indem er Scarpus bis mindestens 27 v. Chr. als Statthalter der Kyrenaika beließ, wie Funde von Münzen des Scarpus belegen. Als er noch unter Antonius diente, emittierte er Denare mit dessen Namen und dem der achten Legion. Nach seinem Seitenwechsel zeigen seine Münzlegenden zuerst den Caesarnamen, später aber auch den Augustusnamen, den der neue Princeps seit 27 v. Chr. führte. Auf der Vorderseite mancher Prägungen bezeichnet sich Scarpus als Imperator; diesen Titel erwarb er vielleicht durch einen Sieg über die einheimische Bevölkerung Libyens. Sein weiteres Schicksal ist unbekannt.